# Akiva Goldsman
Akiva Goldsman est un réalisateur, scénariste et producteur américain né le 7 juillet 1962 à New York (États-Unis).

## Biographie
Voulant d'abord être écrivain, Goldsman se dirige finalement vers le métier de scénariste, il commence en 1994 avec Silent Fall, qui est un échec commercial.
Akiva Goldsman fut le scénariste privilégié pour deux réalisateurs : Joel Schumacher et Ron Howard. C'est surtout sa collaboration avec Joel Schumacher qui fait sa réputation, il lui scénarisa quatre films. Les thrillers Le Client et Le Droit de tuer ? sont favorablement accueillis.
Avec Ron Howard, Goldsman s'est refait une santé : il gagne l'oscar du meilleur scénario adapté en 2001 pour Un homme d'exception (A Beautiful Mind) d'après la biographie de John Forbes Nash écrite par Sylvia Nasar. Il scénarisa également De l'ombre à la lumière ainsi que Da Vinci Code, l'adaptation du best-seller de Dan Brown qui reçoit des critiques désastreuses.
Goldsman écrit pour plusieurs longs-métrages, certains de ses scénarios sont accueillis avec enthousiasme (Mémoires d'une geisha, Je suis une légende) quand d'autres sont accueillis de manière mitigée (I, Robot, Perdus dans l'espace).
Akiva Goldsman s'est impliqué dans la série télévisée Fringe, il écrit et produit 19 épisodes de la série entre 2008 et 2013.
En 2014, Goldsman débuta dans la réalisation avec Un amour d'hiver (Winter's Taled), adapté du roman éponyme de Mark Helprin, Goldsman est également producteur et scénariste de son film. Le long-métrage se concentre sur l'histoire de l'amour maudit d'un couple qui doivent affronter les forces du mal. Le film est servi par un casting avantageux : Colin Farrell, Russell Crowe et Will Smith. Un amour d'hiver reçoit un accueil catastrophique, aussi bien commercial que critique.

## Filmographie
Sauf indication contraire, les informations mentionnées dans cette section peuvent être confirmées par la base de données cinématographiques IMDb,  présente dans la section « Liens externes ».

### Scénariste
- 1994 : Le Client (The Client) de Joel Schumacher
- 1994 : Silent Fall de Bruce Beresford
- 1995 : Batman Forever de Joel Schumacher
- 1996 : Le Droit de tuer ? (A Time to Kill) de Joel Schumacher
- 1997 : Batman et Robin de Joel Schumacher
- 1998 : Perdus dans l'espace (Lost in Space) de Stephen Hopkins
- 1998 : Les Ensorceleuses (Practical Magic) de Griffin Dunne
- 2001 : Un homme d'exception (A Beautiful Mind) de Ron Howard
- 2004 : I, Robot d'Alex Proyas
- 2005 : De l'ombre à la lumière (Cinderella Man) de Ron Howard
- 2005 : Mémoires d'une geisha (Memoirs of a Geisha) de Rob Marshall
- 2006 : Da Vinci Code (The Da Vinci Code) de Ron Howard
- 2006 : Poséidon (Poseidon) de Wolfgang Petersen
- 2007 : Je suis une légende (I am Legend) de Francis Lawrence
- 2010 : Jonah Hex de Jimmy Hayward
- 2014 : Un amour d'hiver (Winter's Tale) de lui-même
- 2015 : Divergente 2 : L'Insurrection (Insurgent) de Robert Schwentke (coscénariste avec Brian Duffield)
- 2016 : La 5ème Vague (The 5th Wave) de  J Blakeson (coscénariste avec Susannah Grant et Jeff Pinkner)
- 2017 : La Tour sombre (The Dark Tower) de Nikolaj Arcel
- 2018 : Titans (série TV)
- 2020-présent : Star Trek: Picard (série TV)
- 2022 : Star Trek: Strange New Worlds (série TV)

### Producteur / producteur délégué
- 1998 : Perdus dans l'espace (Lost in Space) de Stephen Hopkins
- 1999 : Peur bleue (Deep Blue Sea) de Renny Harlin
- 2004 : Starsky et Hutch de Todd Phillips
- 2004 : Profession profiler (Mindhunters) de Renny Harlin
- 2005 : Constantine de Francis Lawrence
- 2005 : Mr. et Mrs. Smith de Doug Liman
- 2006 : I'm Reed Fish (producteur délégué) de Zackary Adler
- 2006 : Poséidon de Wolfgang Petersen
- 2007 : Je suis une légende (I am Legend) de Francis Lawrence
- 2010 : Fair Game de Doug Liman
- 2008 - 2012 : Fringe
- 2011 : The Losers de Sylvain White
- 2013 : Du sang et des larmes (Lone Survivor) de Peter Berg
- 2017 : La Tour sombre (The Dark Tower) de Nikolaj Arcel
- 2017 : Le Roi Arthur : La Légende d'Excalibur (King Arthur: Legend of the Sword) de Guy Ritchie
- 2017 : Transformers: The Last Knight de Michael Bay
- 2017-2018 : Star Trek: Discovery (série télévisée) - 15 épisodes
- 2018 : Titans (série télévisée)
- 2019 : Doctor Sleep de Mike Flanagan
- 2020-présent : Star Trek: Picard (série TV)
- 2021 : Sans aucun remords (Without Remorse) de Stefano Sollima
- 2022 : Star Trek: Strange New Worlds (série TV)
- 2022 : Firestarter de Keith Thomas

### Réalisateur
- 2014 : Un amour d'hiver (Winter's Tale)
- 2017 : Stephanie
- 2017-2018 : Star Trek: Discovery (série TV) - 2 épisodes
- 2020 : Star Trek: Picard (série TV) - 2 épisodes
- 2022 : Star Trek: Strange New Worlds (série TV) - épisode pilote

### Acteur
- 2001  : Felicity (série télévisée - 1 épisode : un invité
- 2002 : Confessions d'un homme dangereux (Confessions of a Dangerous Mind) de George Clooney : un playboy invité à la soirée (non crédité)
- 2008 : Hancock de Peter Berg
- 2009 : Star Trek de J. J. Abrams : un membre du conseil vulcain
- 2013 : Star Trek Into Darkness de J. J. Abrams : un amiral de Starfleet

## Distinctions
- Oscar du meilleur scénario adapté en 2001 pour Un homme d'exception (d'après la biographie de Sylvia Nasar).
- Golden Globe du meilleur scénario en 2001 pour Un homme d'exception.
- Récompensé par la WGA (Writers Guild of America) en 2001 pour le meilleur scénario adapté pour Un homme d'exception (d'après la biographie de Sylvia Nasar)
- Nommé au BAFTA du meilleur scénario adapté en 2001 pour Un homme d'exception (d'après la biographie de Sylvia Nasar).
- Nommé au Golden Satellite Award du meilleur scénario adapté en 2001 pour Un homme d'exception (d'après la biographie de Sylvia Nasar).
- Nommé pour le Razzie Award en 1996 du plus mauvais scénario de film dépassant 100 millions de dollars de recettes au box-office pour Le Droit de tuer ?.
- Nommé pour le Razzie Award en 1997 du plus mauvais scénario pour Batman et Robin.